# 佐々木恵介
佐々木 恵介（ささき けいすけ、1956年 - ）は、日本の歴史学者、聖心女子大学教授。

## 来歴・人物
東京都生まれ。東京大学大学院人文科学研究科博士課程単位取得退学。聖心女子大学教授。専攻は日本古代史。

## 著書
- 『受領と地方社会』山川出版社 日本史リブレット 2004
- 『天皇の歴史 03巻 天皇と摂政・関白』講談社 2011
- 『日本古代の歴史4 平安京の時代』吉川弘文館、2013
- 『日本古代の官司と政務』吉川弘文館、2018

## 論文
- 佐々木恵介